# Kolarstwo na Letnich Igrzyskach Olimpijskich 1896 – wyścig na 100 kilometrów
Wyścig na 100 kilometrów był jednym z pięciu halowych wyścigów kolarskich na Ateńskich Igrzyskach. Został rozegrany 8 kwietnia. W wyścigu wzięło udział 9 kolarzy, ale tylko 2 go ukończyło. Francuz Léon Flameng zdobył złoty medal, drugi był Grek Koletis, który do zwycięzcy stracił 11 okrążeń.

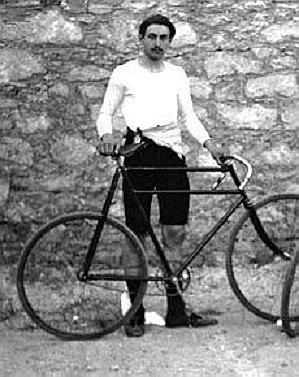
Léon Flameng

## Wyniki
| lp. | Zawodnik                 | Kraj                 | Wynik     | Uwagi |
| --- | ------------------------ | -------------------- | --------- | ----- |
| 1.  | Léon Flameng             | Francja              | 3:08:19.2 |       |
| 2.  | Jeorjos Koletis          | Królestwo Grecji     | + 11 okr. |       |
| –   | Bernard Knubel           | Cesarstwo Niemieckie | DNF       | 41 km |
| –   | Theodor Leupold          | Cesarstwo Niemieckie | DNF       | 37 km |
| –   | Edward Battell           | Wielka Brytania      | DNF       | 17 km |
| –   | Aristidis Konstandinidis | Królestwo Grecji     | DNF       | 16 km |
| –   | Joseph Rosemeyer         | Cesarstwo Niemieckie | DNF       |       |
| –   | Adolf Schmal             | Austria              | DNF       |       |
| –   | Joseph Welzenbacher      | Cesarstwo Niemieckie | DNF       |       |